# 汪紱
汪紱（1692年8月20日—1759年10月28日），名烜，字燦人，徽州婺源人，祖廟有兩個方池，因此自號雙池先生。乾隆年初诸生。後來成為东南名儒，嘗謂“學不可不知要，然所以得要，正需從學得多後，乃能揀擇出緊要處”。晚年在休宁县蓝渡学馆中著书论学。
汪自小由母口授《四書》、《五經》。
8歲時戲折竹枝排八卦，先母見之曰︰八卦有斷有連，汝所排皆連畫妄也，對曰︰兒以仰禮為陽俯，體為陰也。先母曰，是得其意矣，又觀卦變圖，曰︰此自下而上，陰陽每爻易一畫也，父兄奇之，曰孺子他日其能神明於易乎。
9歲時，紱幼嗜易而家世治詩，九齡遂以詩授書易未遑及也。
24歲在景德鎮畫碗為傭。
25歲開始顛沛流離生活，行經長沙、江西、福建等地，甚至頓宿野廟乞食以往。27歲到浙，巧遇楓溪主沈卧菴及姜載臣，得賞識重用，後來更成為世家子弟的老師，武弁王陳素書子等人皆與汪結交，由於他們喜歡談兵，此時汪紱開始涉獵多部兵書經學。
28歲時，得宣州劉景韓中丞相慨捐巨資，把平時談兵心得以及天下兵書輯錄筆記， 刊行成書 《戊笈談兵》 十卷。余光龍的《雙池先生年譜》提到︰「是書區為十四笈，無總序，惟分序於各笈之前，今缺第九笈及第十四笈，按戊笈談兵之作簡端不著歲月，但考朱筒河學士所作鞋表有云，在楓嶺營中詩書之外，教之禮射卒伍爭請為弟子後用藝得官以去者有之。又考先生文集在楓嶺時所交遊，如沈臥菴、王陳素書、金廷貴、鄭鶴舫，或將家子，或驍騎職，或客戎幕，或長百夫，竝喜談兵，而第三笈(雲雨風角)及第十三笈(古今陣法)係沈臥菴參則知是書，乃寓楓溪時教訓卒伍及朋友講習而作也，是年臥菴年屆七旬明年庚子乃歸會籍後，雖復來楓溪而先生，雍正丙午哭，王陳素書文稱臥菴益龍鐘老，憊知未必能為，先生參訂著作矣，故年譜序先生著書歲月輙敢斷以是編屬之。」
31歲時， 汪紱嘗云︰自有知識以來未嘗輟書，然三十以前於經學猶或作或輟，三十以後盡焚其雜著數百萬言而一於經研則參考眾說而一衷於朱子。
65歲，易經詮義成本十五卷，對於不甚滿於朱熹著的周易本義，其門人曰，先生之意只欲作卜筮用而為先儒說道理太多，終是翻這窠臼未盡，不能不致遺憾。
67歲，著讀陰符經一卷、易經如話六卷。

## 著作
生平著述共两百余卷，著有：
《戊笈談兵》 十卷，《易经诠义》十五卷，《书经诠义》十三卷，《诗经诠义》十五卷，《春秋集传》十六卷，《礼记章句》十卷，《礼记或问》四卷，《参读礼志疑》二卷，《孝经章句或问》二卷，《乐经律吕通解》五卷，《乐经或问》三卷，《读阴符经》一卷，《读参同契》三卷，《读近思录》一卷，《读读书录》二卷，《儒先晤语》二卷，《山海经存》九卷，《理学逢源》十二卷，《诗韵析》六卷，《物诠》八卷，《六礼或问》六卷，《读困知记》二卷、《六壬數論》十八卷等著作。

## 延伸阅读
[在维基数据编辑]
 《清史稿·卷480》，出自趙爾巽《清史稿》